# 伊调馨

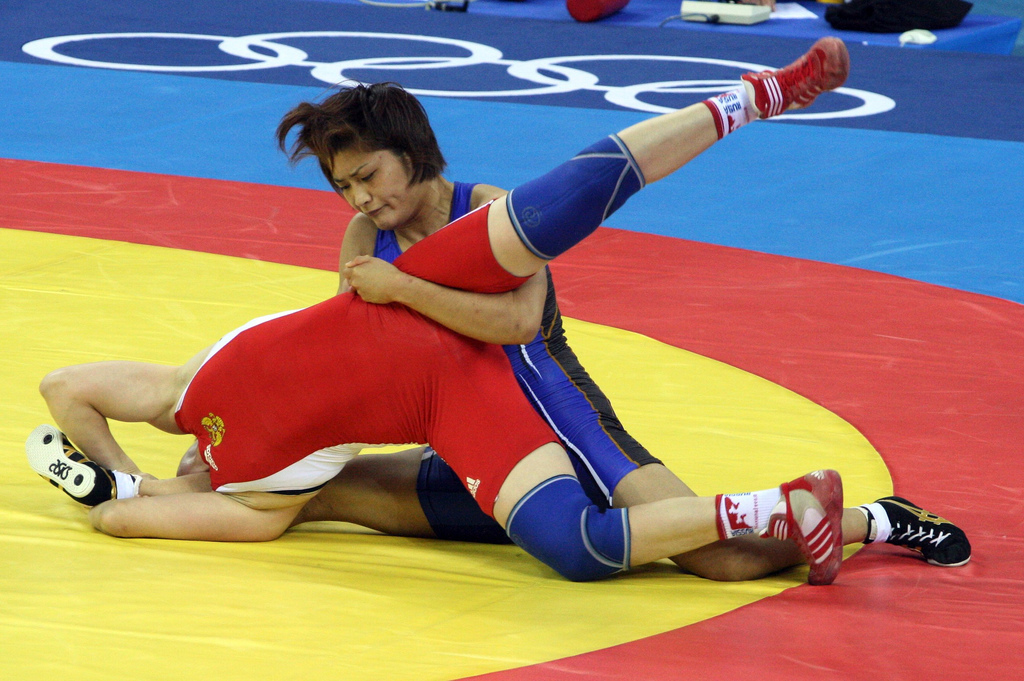
2008年北京奥运会的伊调馨

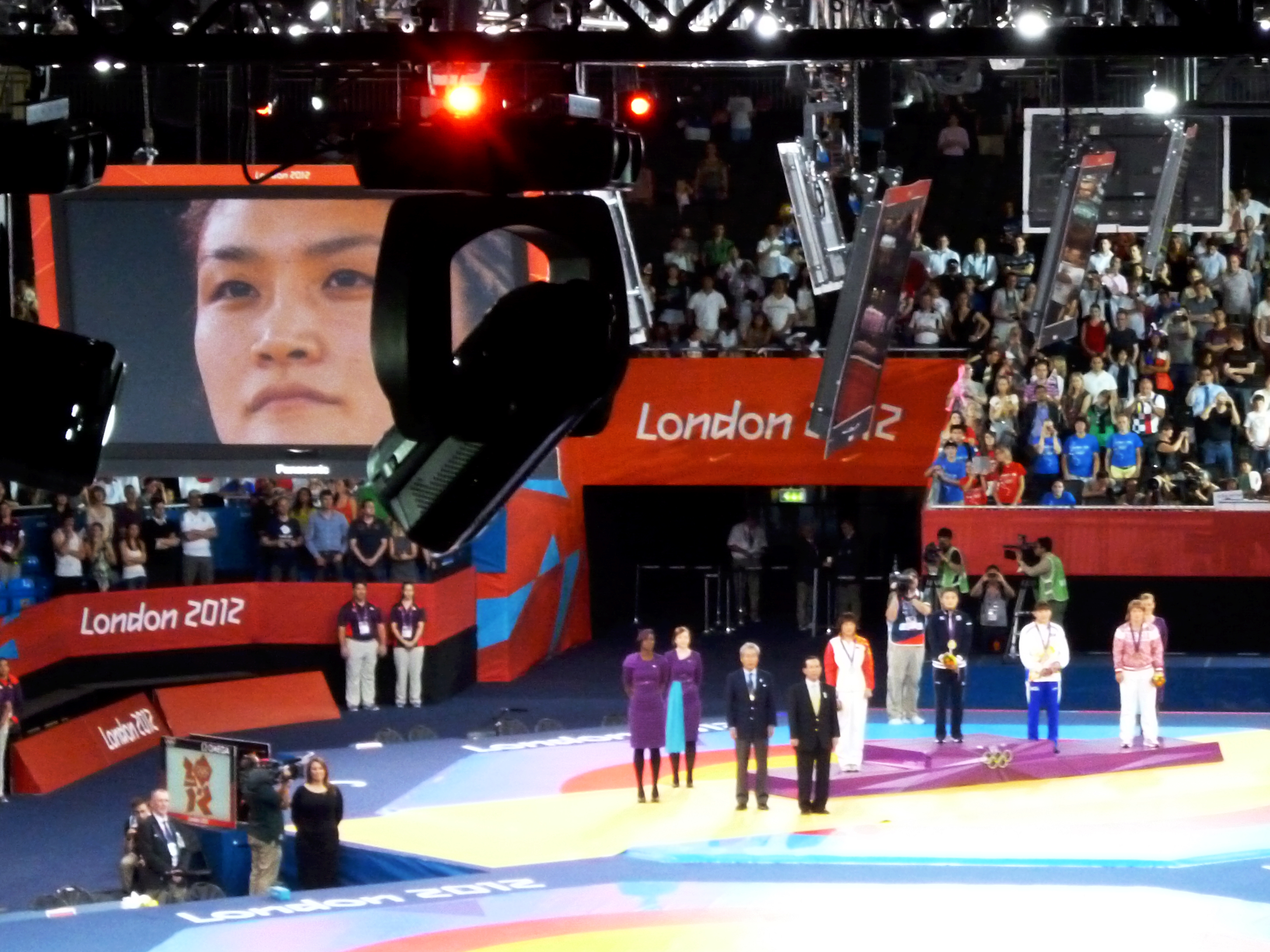
2012年获女子自由式63公斤冠军的伊调馨

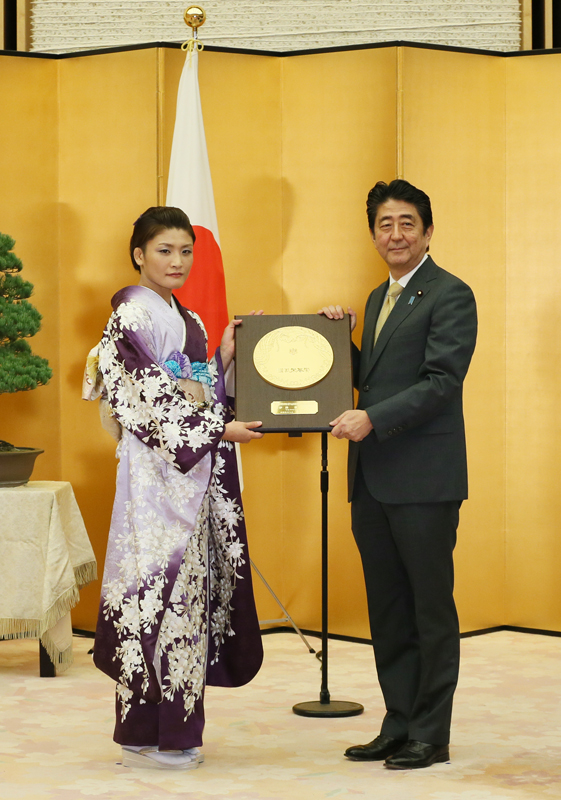
2016年安倍晋三授予伊调馨国民荣誉奖

伊调馨（日语：／ Ichō Kaori，1984年6月13日—），日本女子自由式摔跤运动员，生于青森县八户市。她是2004年、2008年、2012年、2016年四届奥运会金牌获得者，四届受紫绶褒章表彰。伊调馨是历史上第一位达成个人项目四连冠的女子运动员。2016年被授予国民荣誉奖。另一个级别的摔跤运动员伊调千春是其姐姐。
伊调馨与吉田沙保里以“不败神话”闻名。除了2007年5月因大腿受伤而在亚洲摔跤锦标赛上不战而败外，真正的比赛失利要追溯到2003年5月与萨拉·麦克曼的比赛（期间曾经退役到加拿大留学一年）。此后，她直到2014年世界锦标赛连续赢得了172场比赛。2014年起，她还保持了连续25场比赛不失分的纪录。2016年1月29日，在俄罗斯举行的亚雷金国际赛决赛中，她以0-10的大比分输给了蒙古的Orkhon Purevdorjh，终结了189连胜的纪录。
2019年伊调馨在全日本选拔赛输给川井梨紗子无缘世锦赛，而川井在世锦赛夺冠使得伊调馨无缘参加第五届奥运会，之后伊调馨退役。
2022年9月9日，世界摔跤联合会（UWF）宣布，来自日本的吉田沙保里、伊调馨和小原日登美三位女子摔跤运动员入选名人堂。